# Sophie Gengembre Anderson

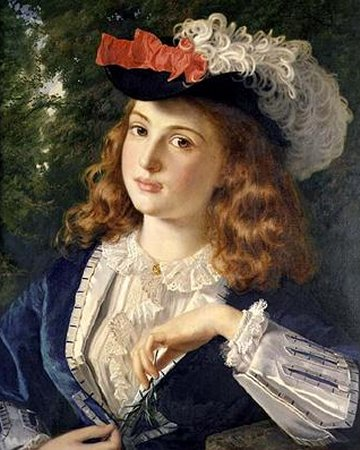
A Spring Beauty.

Sophie Gengembre Anderson, född 1823 i Paris, Frankrike, död 10 mars 1903 i Falmouth, England, var en brittisk målare. Hon tillhörde prerafaeliterna och var känd för sina sentimentala målningar av barn under den viktorianska tiden.
Sophie Anderson var dotter till den parisiske arkitekten Charles A.C. Gengembre och hade en engelsk mor. Hon studerade porträttmålningar för Baron von Steuben i Paris. Då revolutionerna i Europa bröt ut 1848 emigrerade hon till Cincinnati i USA, där hon gifte sig med den brittiske konstnären Walter Anderson. År 1854 flyttade hon till England där hon året efter ställde ut sina verk i Royal Academy of Arts.
Hennes mest kända verk är No Walk Today som visar en liten ledsen flicka som tittar på regnet. Bland hennes övriga verk finns Peek a boo och Little Red Riding Hood. År 1822 gav hon ut illustrationer av Henry Howes Historical Collections of the Great West.
På grund av sjukdom bosatte sig hon och hennes make på Capri 1871. Hon fortsatte att sända sina målningar till utställningar i England och återvände själv 1894 då hon bosatte sig i Falmouth.

## Bilder
| - The Song of the Lark. - No Walk Today. - The Turtle Dove. |